# Pristimantis pruinatus
Espèce
Synonymes
- Eleutherodactylus pruinatus Myers & Donnelly, 1996

Statut de conservation UICN

 DD  : Données insuffisantes
Pristimantis pruinatus est une espèce d'amphibiens de la famille des Craugastoridae.

## Répartition
Cette espèce est endémique de l'État d'Amazonas au Venezuela. Elle se rencontre à environ 2 150 m d'altitude sur le Cerro Yaví.

## Description
Le mâle mesure 22,1 mm et les femelles de 26,6 à 26,8 mm.

## Publication originale
- (en) Myers & Donnelly, 1996 : A new herpetofauna from Cerro Yavi, Venezuela: first results of the Robert G. Goelet American Museum-TERRAMAR Expedition to the northwestern Tepuis. American Museum Novitates, no 3172, p. 1-56 (texte intégral).